# Польное Конобеево
Польно́е Конобе́ево — село в Шацком районе Рязанской области. Входит в состав Лесно-Конобеевского сельского поселения.

## География
Село Польное Конобеево находится в 15 км от города Шацка. На левом берегу реки Цны. На другом берегу реки располагается село Лесное Конобеево. Сёла соединены мостом через реку Цна длиной 220 метров.

## История
Крепость Шацк в XI–XII веках служила границей Рязанского княжества. В выпуске газеты «На земле Шацкой» №73(8817) от 24 июня 1992 года на стр.4 её автор А.Подзоров в статье «Дед Семён нам рассказывал» пишет о происхождении названий города Шацк, сёл Конобеево и Завидное:
«…И вот что он нам поведал. Когда наша сторона была под монголо-татарским игом, в одном из сёл татары построили что-то вроде нынешнего мясокомбината, уводили лошадей у жителей и убивали их там. Со всей округи сюда свозили животных. Отсюда и произошло название того села – Конобеево…»
Конобеево старинное владение дворян Нарышкиных. Во второй половине XVIII века усадьба принадлежала обер-шталмейстеру Л.А. Нарышкину (1733-1799), женатому на фрейлине М.О. Закревской (1741-1800). Потом их сыну обер-егермейстеру Д.Л. Нарышкину (1764-1838), женатому на княжне М.А. Святополк-Четвертинской (1779-1854). Затем их сыну, общественному деятелю и благотворителю, обер-гофмейстеру двора Э.Д. Нарышкину (1813-1901), женатому первым браком на Е.Н. Новосильцевой (1817-1869) и вторым браком на А.Н. Чичериной (1839-1919). После отмены крепостного права Э.Д. Нарышкин оставил землю крестьянам и перенес усадьбу в деревню Николаевку. 
Сохранился заброшенный деревянный на кирпичном цоколе главный дом. Обновленская церковь, построенная в 1804 году Д.Л. Нарышкиным и священником Дмитриевым, разрушенной в 1960-х годах. На её месте новый храм.
Е.Н. Нарышкина (урожд. Новисильцева) похоронена в приделе Федоровской церкви Александро-Невской лавры в С-Петербурге. Э.Д. Нарышкин погребен в Тамбовском Казанском монастыре.

## Население
| 1989 | 2010 | 2012 |
| ---- | ---- | ---- |
| 718  | ↘505 | ↗607 |

## Настоящее время
Село состоит из улиц: 
- Дорожная
- Новая
- Поселковая
- Строительная
- Центральная
- Школьная

Работает организация "ПМК-10". В 2004 году началась реставрация Конобеевской мельницы. В 2006-2007 годах был возведён Храм Воздвижения креста Господня.

## Известные уроженцы
- Семёнов, Александр Александрович (1873—1953) — русский и советский востоковед, основатель Ташкентского университета.

## Достопримечательности

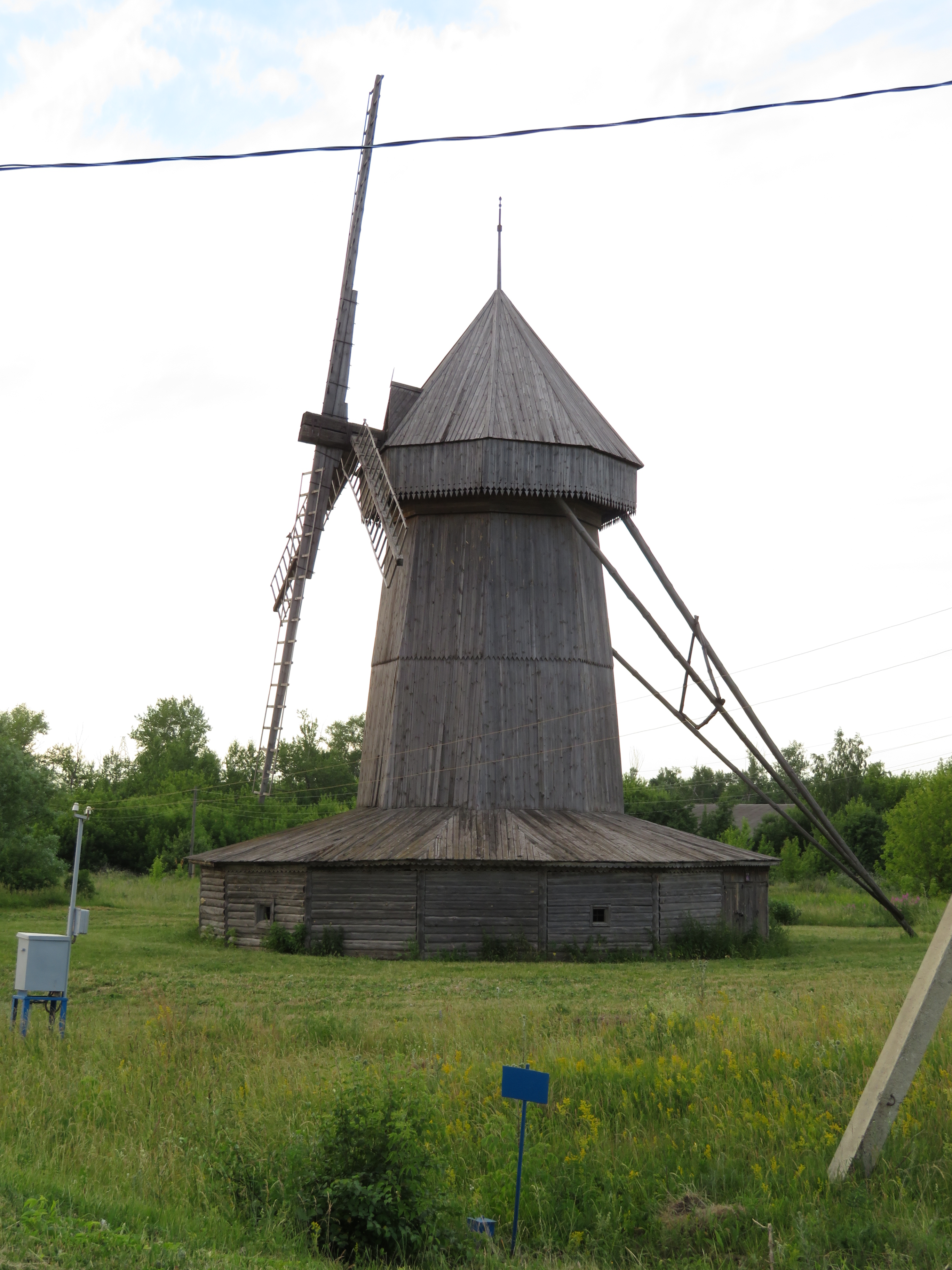
Ветряная мельница в Конобеево

- Конобеевская балка
- Конобеевская пещера
- Ветряная мельница